# Вессем
Вессем (нід. Vessem) — село в нідерландській провінції Північний Брабант. Входить до муніципалітету Ерсел.
Його площа становить 18,44 км², а населення станом на 2021 рік складало 2 155 осіб.
Перша згадка про населений пункт датується 1245 роком.

## Галерея

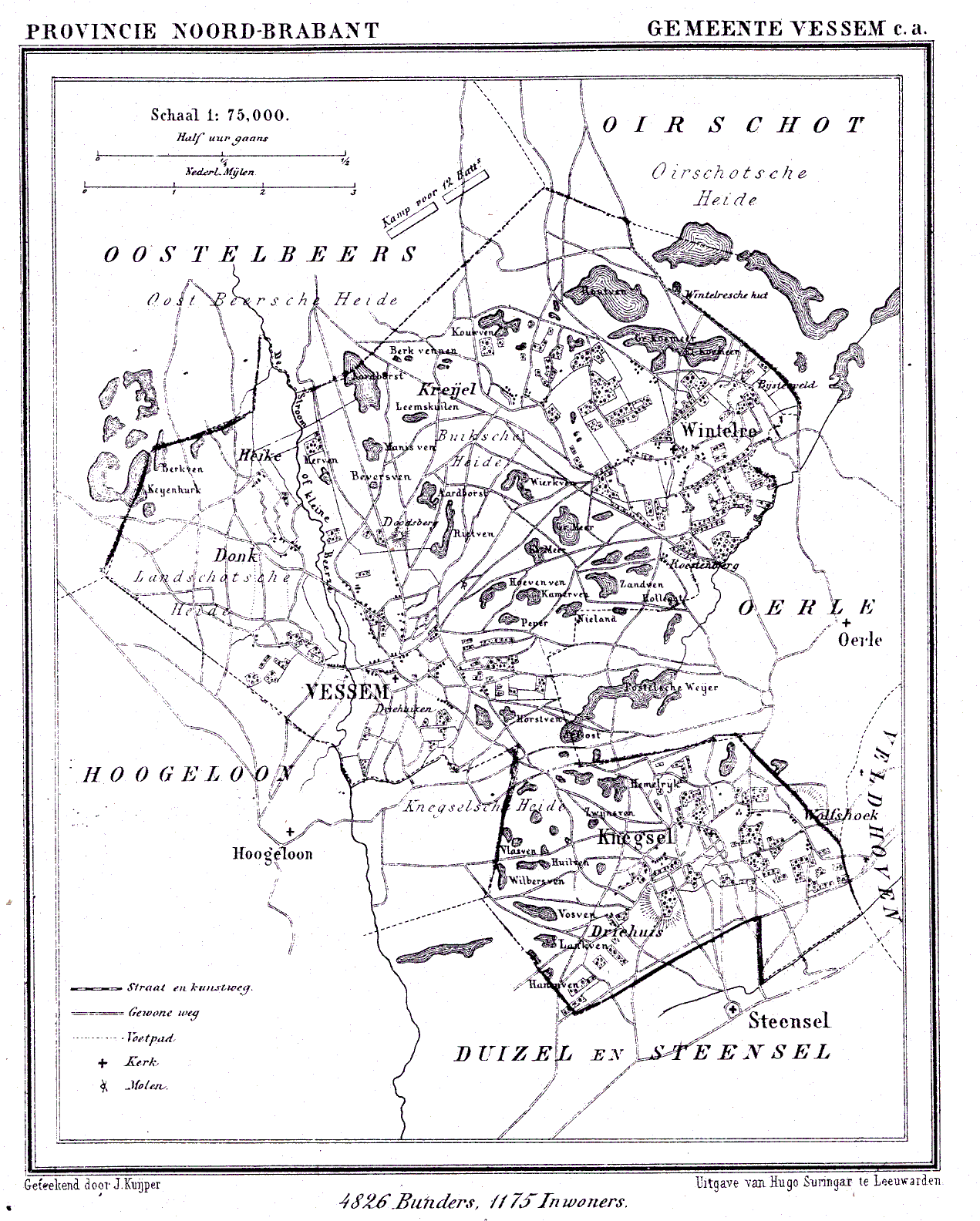
Мапа села (1867)
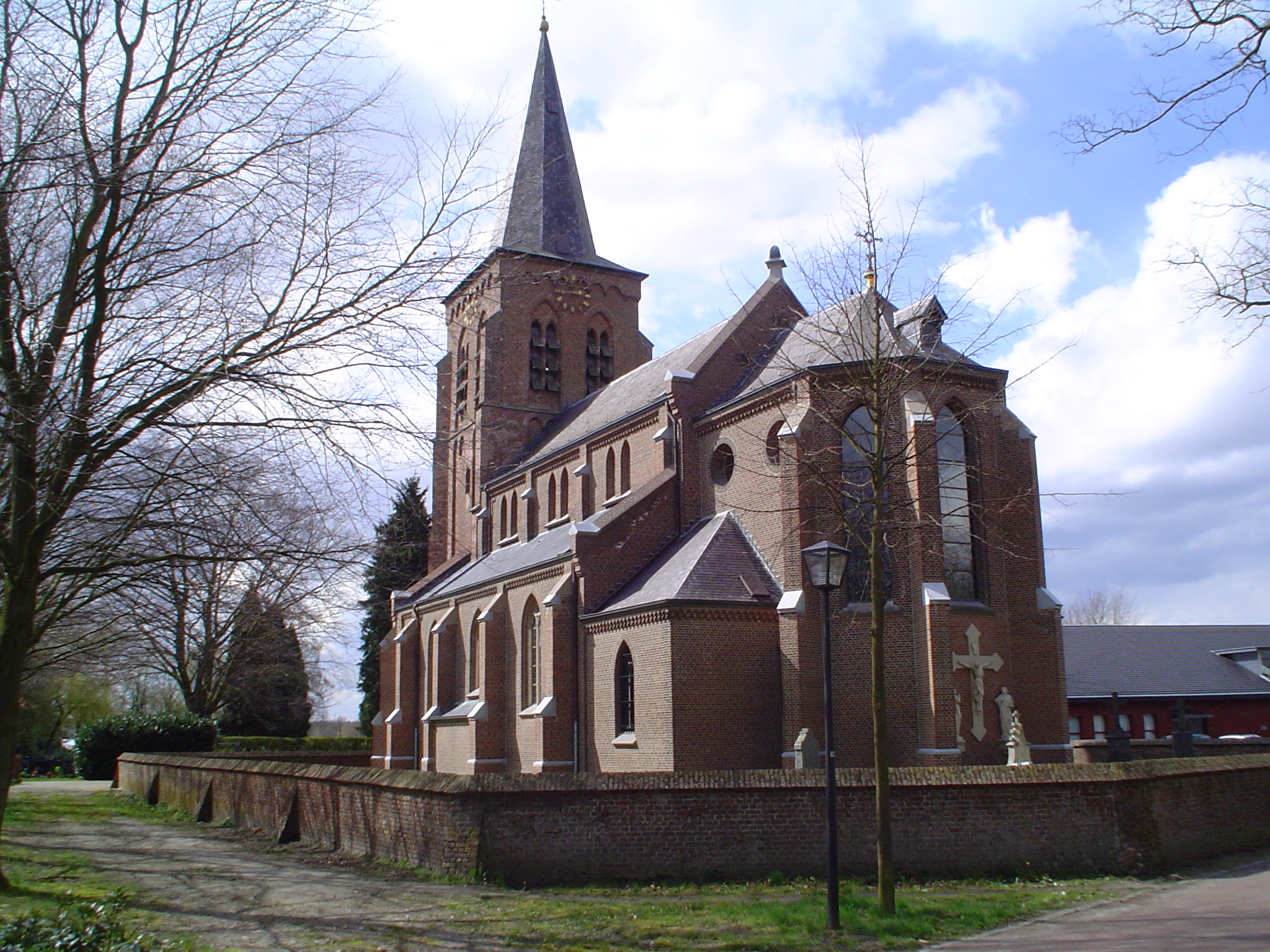
Сільська церква
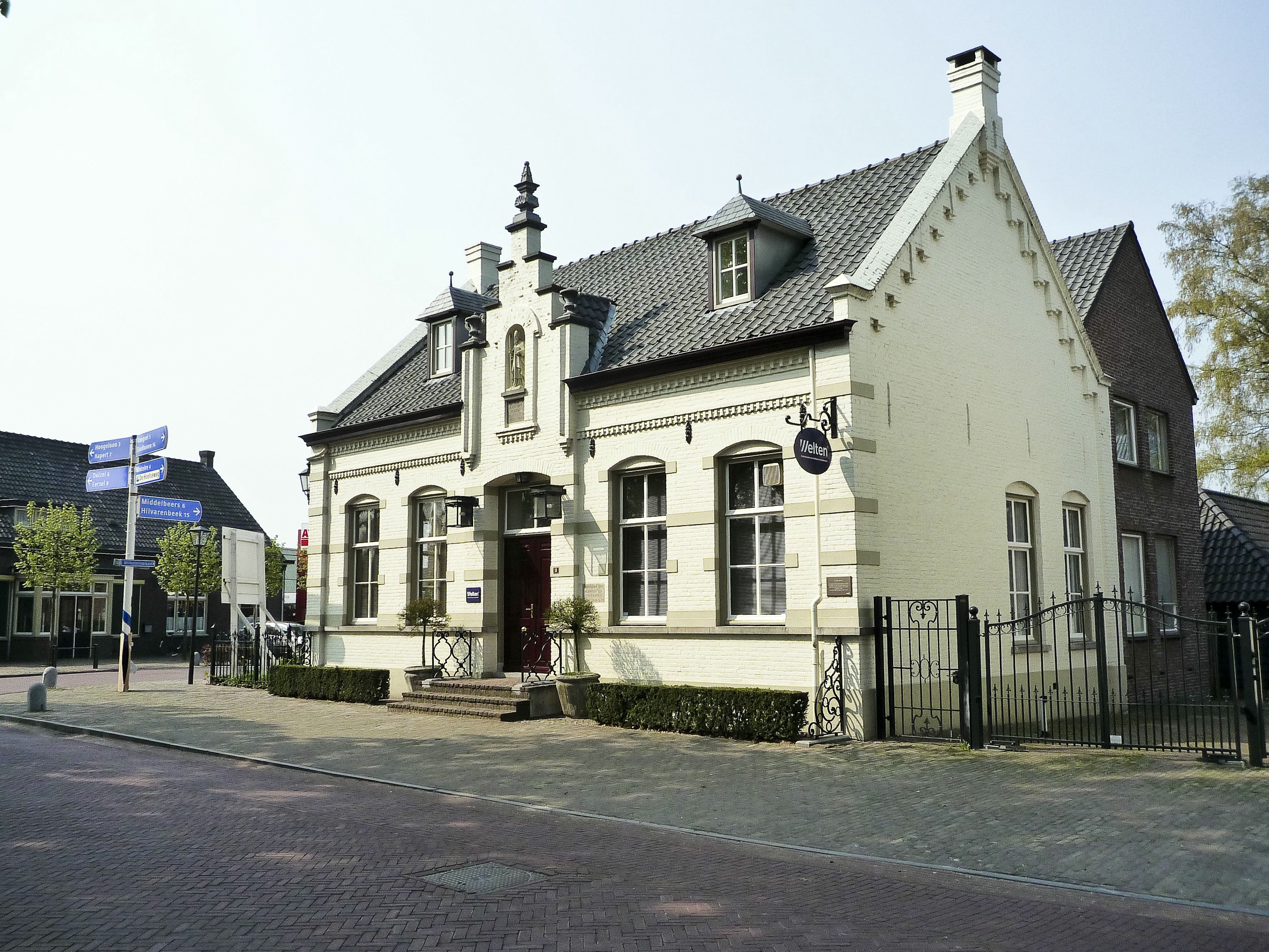
Будівля колишньої мерії
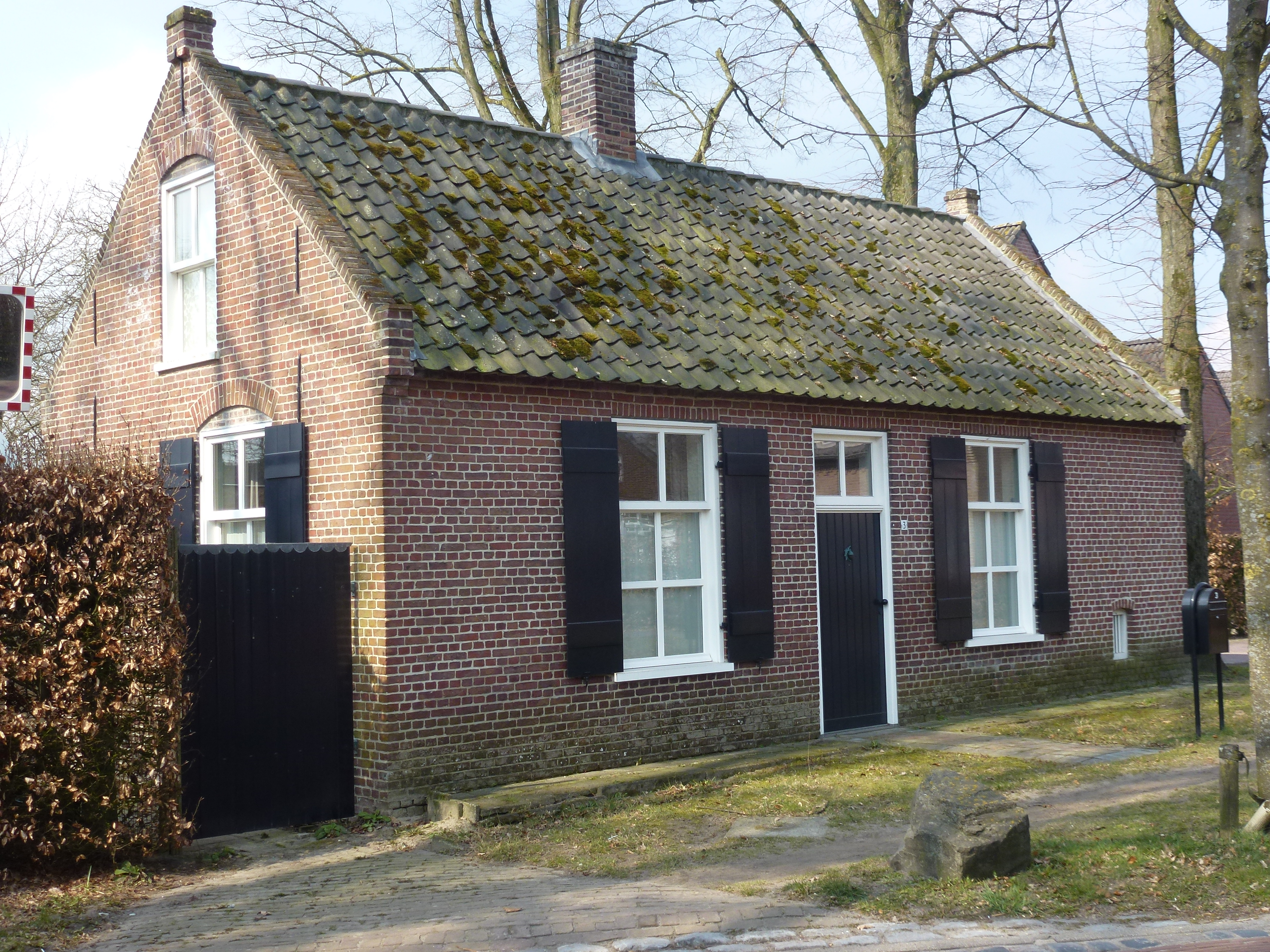
Будинок у Вессемі